# واکو (جورجیا)
واکو، جورجیا (به انگلیسی: Waco, Georgia) یک شهر در ایالات متحده آمریکا با جمعیت ۴۶۹ نفر است که در جورجیا واقع شده‌است.

## موقعیت جغرافیایی
موقعیت جغرافیایی شهرها و مناطق اطراف به شرح زیر است: